# Christian Krieger
 (novembre 2018).
Pour les articles homonymes, voir Krieger.
Christian Krieger, né en 1964, est un pasteur réformé français. Il est président de la Fédération protestante de France depuis juillet 2022.
Il est président de l'Église protestante réformée d'Alsace et de Lorraine (EPRAL) et vice-président de l'Union des Églises protestantes d'Alsace et de Lorraine (UEPAL) de 2012 à 2022. Il est président de la Conférence des Églises européennes (CEC) de 2018 à 2023.

## Biographie

### Formation
Christian Krieger naît en 1964 dans le pays de Hanau (Bas-Rhin), au sein d’une famille protestante très engagée dans la vie de son église. Très tôt, il trouve sa vocation de pasteur. Il mène de front des études de théologie au séminaire d’une œuvre missionnaire imprégnée du Réveil piétiste du XIXe siècle en Allemagne du nord (Hermannsburg) et à la faculté de théologie protestante de Strasbourg. Son mémoire de maîtrise est consacré à la règle de saint Benoît, sous la direction de Marc Lienhard. Il complète sa formation universitaire par un diplôme d'études approfondies (DEA) de théologie protestante et un diplôme d'études supérieures spécialisées (DESS). Il reste fidèle à cette formation historique en contribuant à l’édition des lettres de Martin Bucer dirigée par Matthieu Arnold,.

### Fonctions pastorales
Il entre au service de l’Église luthérienne d’Alsace-Lorraine, et effectue son stage pro ministerio auprès du pasteur Fritz Westphal à la paroisse Saint-Pierre-le-Jeune de Strasbourg. En septembre 1995, ordonné pasteur, il est nommé pasteur de la Église réformée du Bouclier de Strasbourg. Il y exerce son ministère pendant 17 ans, en portant une attention particulière au développement du travail de jeunesse, de la formation théologique et biblique ainsi que de la vie communautaire. Durant ce ministère, il pilote la construction de l’orgue Thomas, un instrument d’esthétique thuringienne (région de jeunesse du compositeur protestant Jean-Sébastien Bach) de renommée mondiale.
Passionné d’éthique, de justice sociale et de questions sociétales, différents engagements accompagnent son ministère pastoral, dont notamment
- l’accompagnement spirituel et théologique d’une équipe des Entrepreneurs et dirigeants chrétiens (EDC, mouvement catholique à dimension œcuménique), de 2002 à 2018 ;
- la présidence de l’association gérant l’hebdomadaire protestant régional Le Messager (tirant à 7 000 exemplaires), de 2003 à 2006 ;
- la coordination de stages de DESS à la faculté de théologie protestante de l’université de Strasbourg (assurant dans ce cadre, en collaboration avec Isabelle Grellier, des sessions de relecture théologique et de formation), de 2001 à 2005 ;
- ·la présidence d’une association d’accueil, d’accompagnement en vue de leur insertion sociale pour femmes ‘Le Home Protestant’. Sous sa présidence, l’association a connu en fort développement, passant d’une capacité d’hébergement de 49 à plus de 200 lits, d’une petite vingtaine à plus de 70 employés, depuis 2005.

### Fonctions administratives
En juin 2012, il est élu à la présidence du conseil synodal de l’Église réformée d’Alsace-Lorraine. Dans ce cadre, pour préparer le 500ème anniversaire de la Réforme, il a organisé un travail synodal pour se réapproprier le langage de trois soli (sola gratia, sola fide, sola scriptura). Il a par ailleurs piloté la création d’une exposition consacrée à Adélaïde Hautval, femme médecin protestante reconnue Juste parmi les Nations, présentée dans de nombreux lieux en région et à l’international. Intégrant qualité de nombreuses instances, son ministère a alors développé une orientation plus institutionnelle et intensifié son engagement œcuménique.
Également vice-président de l’Union des Églises protestantes d’Alsace et de Lorraine, il a présidé la commission œcuménique de l’UEPAL, piloté les réflexions sur l’avenir du ministère pastoral, ainsi que le projet de création d’un enseignement religieux à l’école visant l’éducation au dialogue interreligieux et interculturel. Par ailleurs, il est membre du Conseil des Églises de Strasbourg, du comité de la Conférence des Églises riveraines du Rhin (groupe régional de la Communion des Églises protestantes en Europe) et du comité de la Communion protestante luthéro-réformée en France (CPLR).
Sur le plan national, il est président de la Fédération protestante de France (FPF) depuis le 1er juillet 2022. Il a été membre du conseil de la Fédération protestante de France (FPF) puis vice-président de 2015 à 2019 et membre du Conseil d'Églises chrétiennes en France. Au sein de la FPF, il a notamment piloté avec Valérie Duval-Poujol un important travail sur le lien fédératif visant à apaiser les tensions surgies entre les Églises évangéliques et luthéro-réformées autour de la question de la bénédiction de couples mariés de même sexe. Ses qualités d’écoute et de synthèse ont permis de produire un nouvel élan pour cette instance. Engagé dans la commission des relations avec le judaïsme de la FPF, il est l’auteur de la déclaration fraternelle au Judaïsme « Cette mémoire qui engage » remise dans le cadre du 500e anniversaire de la Réforme protestante.
Sur le plan international, il est depuis 2013 l’un des membres du comité de direction de la Conférence des Églises européennes (CEC). Européen convaincu il a développé une bonne connaissance du fonctionnement de cet organisation de coopération œcuménique et de ses enjeux contemporains. Il assume la présidence de la CEC de 2018 à 2023, son mandat a été particulièrement dédié à la définition du profil stratégique de la CEC et à conforter la portée de la voix des Églises auprès des institutions européennes.
Il est par ailleurs co-président du groupe de suivi des accords de Reuilly (accords bilatéraux entre les Églises luthériennes et réformées de France et les Églises anglicanes de Grande-Bretagne et d’Irlande).
Il est élu en octobre 2021 à la présidence de la Fédération protestante de France, prenant ainsi la succession du pasteur François Clavairoly à partir du 1er juillet 2022. Son successeur à la présidence de l'Église protestante réformée d'Alsace et de Lorraine est le pasteur Pierre Magne de la Croix, élu en septembre 2022.

## Publications
- Édition avec Franck Muller, Martin Bucer et l’Europe, catalogue de l’exposition à l’occasion du 500e anniversaire du réformateur strasbourgeois Martin Bucer, Strasbourg – Église Saint-Thomas, 13 juillet – 19 octobre 1991
- Édition avec Marc Lienhard, Martin Bucer and the sixteenth-Century Europe, Actes du colloque de Strasbourg (28–31 août 1991), Studies in Medieval and Reformation Thought, vol. LII & LIII, Leiden, New York, Köln, 1993
- Édition avec Jean Rott, Correspondance de Martin Bucer, tome III (1527-1529), Studies in Medieval and Reformation Thought, vol. LVI, Leiden, New York, Köln, 1995
- Édition avec Jean-François Gilmont, Bibliotheca Calviniana, Les œuvres de Jean Calvin publiées au XVIe siècle, tome III, écrits théologiques, littéraires et juridiques de 1565 à 1600, Genève, 2000
- Édition avec Reinhold Friedrich, Matthieu Arnold et al., Martin Bucer Briefwechsel, Band I[ V (]Januar – September 1530), Studies in Medieval and Reformation Thought, vol. LXXVIII, Leiden, Boston, Köln, 2000
- Édition avec M. Reinhold Friedrich, Matthieu Arnold et al., Martin Bucer Briefwechsel, Band V (September 1530 – Mai 1531), Studies in Medieval and Reformation Thought, vol. CI, Leiden, Boston, 2004
- Édition avec Matthieu Arnold, Chrétiens et Églises face au nazisme : entre adhésion et résistance : actes de la journée de l’École doctorale de théologie et sciences religieuses (Université Marc-Bloch, Strasbourg) du 19 novembre 2004, Travaux de la Faculté de Théologie Protestante de Strasbourg, n° 13, Strasbourg 2005
- Édition avec M. Reinhold Friedrich, Matthieu Arnold et al., Martin Bucer Briefwechsel, Band VI (Mai – Oktober 1531), Studies in Medieval and Reformation Thought, vol. CXX, Leiden, Boston, 2006
- Édition avec Annie Noblesse-Rocher, « Justice et grâce » dans les Commentaires de l’épître aux Romains, Travaux de la Faculté de théologie protestante de Strasbourg, n° 10, Strasbourg 2008
- Édition avec M. Reinhold Friedrich, Matthieu Arnold et al., Martin Bucer Briefwechsel, Band VIII (April – August 1532), Studies in Medieval and Reformation Thought vol. CLIII, Leiden, Boston, 2011
- Édition avec M. Reinhold Friedrich, Matthieu Arnold et al., Martin Bucer Briefwechsel, Band IX (September 1532 – Juni 1533), Studies in Medieval and Reformation Thought vol. CLXXIX, Leiden, Boston, 2014
- Édition avec Matthieu Arnold et Jean-Marc Prieur, Le Décalogue : perspectives exégétiques, historiques et éthiques, Travaux de la Faculté de théologie protestante de Strasbourg, n° 16, Strasbourg, 2014
- Édition avec M. Reinhold Friedrich, Matthieu Arnold et al., Martin Bucer Briefwechsel, Band X (Juli 1533 – Dezember 1533), Studies in Medieval and Reformation Thought vol. CCI, Leiden, Boston, 2016
- Valérie Duval-Poujol et Christian Krieger, Un nouvel élan pour la Fédération protestante de France, Olivétan, mars 2017
- Christian Krieger, « Luther et Calvin, filiations protestantes », in Les protestants 500 ans après la Réforme, fidélité et liberté, Olivétan, 2017, p. 53–61
- Fédération protestante de France [Christian Krieger], Cette mémoire qui engage, déclaration fraternelle au judaïsme, Olivétant, 2017
- Église protestante réformée d'Alsace et de Lorraine [Christian Krieger], Le langage de la grâce, Lyon, Olivétan, 2016 ; Au défi de la confiance, Lyon, Olivétan, 2017 ; De l’autorité d’une parole à interpréter et mélange synodaux, Lyon, Olivétan, 2021.
- Alice Faverot et Christian Krieger, Adélaïde Hautval, rester humain, première femme alsacienne Juste parmi les Nations. Livret de l’exposition. Strasbourg, 2019.